# Raúl Valbuena
Raúl Valbuena Cano (Madrid, 23 aprile 1975) è un ex calciatore spagnolo, di ruolo portiere.

## Carriera

### Club

#### Esordi
Iniziò a giocare a calcio nella scuola "Francisco de Quevedo" di Madrid. Giocava in porta come suo padre che era un portiere professionista.
Giocò per un anno nell'Entrepeñas, una squadra di Leganés.
Fu notato dal Club Deportivo Leganés che lo ingaggiò. Qui seguì tutta la trafila delle giovanili, arrivando a giocare nel Leganés B.
Venne notato dal Barcellona e dal Real Madrid, alla fine furono questi ultimi ad aggiudicarselo e a farlo entrare nel loro settore giovanile.
Giocò per due stagioni nelle giovanili, poi passò al Real Madrid C e poi al Real Madrid Castilla, in Segunda División.
Partecipò per due volte alla preparazione estiva con la prima squadra, prima sotto la guida di Fabio Capello e dopo con Jupp Heynckes. Tuttavia negli anni trascorsi a Madrid non ebbe mai l'opportunità di esordire in prima squadra.
Nel 1998 fu ceduto al Maiorca B, recentemente promosso in Segunda División. A Maiorca si contese il posto da titolare con l'argentino Leo Franco e scese in campo 18 volte, tuttavia la squadra retrocesse in Segunda División B.
Aveva firmato un contratto triennale ma preferì restare in Segunda División e così nella stagione 1999-2000 giocò in prestito nel Toledo. Valbuena giocò regolarmente. Il Toledo cambiò tre allenatori e terminò il campionato all'ultimo posto, retrocedendo in Segunda División B.

#### Albacete Balompié e Real Saragozza
Valbuena aveva ancora un anno di contratto con il Maiorca ma fu acquistato dall'Albacete, squadra della Segunda División. Restò in Castiglia per due stagioni, sotto la guida di Julián Rubio e poi di Francisco Herrera Lorenzo, giocando 50 partite e attirando l'interesse del Real Saragozza, che lo ingaggiò nell'estate del 2002.
Nella sua prima stagione in Aragona giocò una sola partita di campionato e la squadra ottenne la promozione Primera División arrivando al secondo posto in campionato dietro al Real Murcia.
Nella stagione successiva scese in campo più spesso e vinse la Coppa del Re.
Nel frattempo anche l'Albacete Balompié era stato promosso in Primera División e nella stagione 2004-2005 Valbuena tornò in prestito nella sua squadra. Giocò 21 partite, alternandosi in porta con Ronny Gašperčić, ma la squadra arrivò ultima in campionato e retrocesse in Segunda División.
Nella stagione 2005-2006, tornato al Real Saragozza, giocò cinque partite in campionato subendo sei gol.
Entrò in campo anche nei minuti finali della finale di Coppa del Re persa contro l'Espanyol, al posto di César Sánchez che era stato espulso, e subì il gol del definitivo 4-1.
A fine stagione tornò all'Albacete, in Segunda División, dove rimase fino al 2008 prima di ritirarsi.

## Palmarès

### Club
- Coppa di Spagna: 1

Real Saragozza: 2003-2004